# Tante Gaby
Tante Gaby, de son vrai nom Pierre Lauzon, est une drag queen canadienne et personnalité LGBT montréalaise, née en 1962 et morte le 8 juin 2020 à Montréal.

## Biographie
Pierre Lauzon de son vrai nom, Tante Gaby est une des dragqueens les plus expérimentées de la communauté de dragqueens montréalaises. Dragqueen pratiquante depuis plus de 32 ans, Gaby a commencé son métier dans les années 1980 à l'époque où « dragqueen » était appelé « travesti ».
Tante Gaby a commencé sa carrière de dragqueen lorsqu’elle s’est déguisée en Bette Midler pour une soirée d’Halloween. Par la suite, l'artiste a commencé sa carrière au défunt Cabaret L’Entrepeau,,, au Complexe Sky et au défunt club Play (ancien Apollon). Ensuite, elle est Shootergirl au Club Unity et DJ au nouveau District Vidéo Lounge dans le Village gai de Montréal.
Au début de sa carrière, Tante Gaby s'appelait Gabrielle Pier, mais a changé de nom en raison de ses robes quétaines qui faisaient penser à sa tante avec des robes des années 1960 et 1970.
Tante Gaby faisait partie de l'équipe initiale du club montréalais, District Vidéo Lounge, en tant que VJ. Avant son décès, Tante Gaby faisait partie de l'équipe du club Bar le Date. 
Elle est décédée le 8 juin 2020 à 57 ans d'un cancer qui a touché ses reins, son foie et ses poumons aux côtés de son conjoint de longue date, Réjean Ouellet,,.

### Filmographie
En août 2017, la documentariste Annick Roussy a tourné un documentaire sur Tante Gaby intitulé Un métier comme un autre. En août 2020, le documentaire était sélectionné finaliste dans la catégorie courts métrages du Festival international de cinéma et d’art de Percé, Les Percéides,,,. 

## Hommage
Le 6 septembre 2020, un mural, réalisé par Maxime Cousineau-Pérusse, à l'honneur de Tante Gaby a été dévoilé dans le Village gai de Montréal à la suite de l'initiative de son ancien costumier, Pascal Guilbault. Les propriétaires du Resto Village, Pierre-Luc Dupont et Mathieu Drapeau, ont offert le mur de leur bâtiment pour la réalisation de l'oeuvre.